# Love's Travel Stops & Country Stores
Love's Travel Stops & Country Stores, Inc., kallas oftast bara Love's, är ett amerikanskt företag som verkar på bemannade rastplatser med egna bensinstationer och närbutiker. De har 330 bemannade rastplatser i 39 amerikanska delstater. De tillhandahåller två olika typer av försäljningsställen (bemannade rastplatser), Country Stores som finns utplacerade utmed United States Numbered Highways med närbutik i anslutning till bensinstation och Love's Travel Stops utmed de amerikanska vägarna som ingår i Interstate Highway System och då brukar det finnas en närbutik i anslutning till en bensinstation, snabbmatsrestaurang tillhörande någon av Arby's, Burger King, Carl's Jr., Chester's Fried Chicken, Dairy Queen, Godfather's Pizza, Hardee's, McDonald's, Subway, Taco Bell och/eller deras egen delikatessbutikskedja i Love's subs, verkstad respektive tvätt för personbilar, husbilar och lastbilar, andra restauranger, återvinningscentral, övernattningsparkering, hygienplats, uttagsautomat, postkontor, tvättomat och telefonautomater. Love's erbjuder även vägassistans vid motorhaverier, punkteringar eller andra skador på däck och andra uppkomna skador på fordon vid lättare trafikolyckor. De har också ett eget åkeri i Gemini Motor Transport som transporterar och levererar drivmedel till sina bensinstationer runtom landet.
Den amerikanska ekonomiskriften Forbes rankade Love's till det nionde största privata företaget i USA efter omsättning för år 2013.

## Delstater
Källa: 
| - Alabama, 9 st - Arizona, 10 st - Arkansas, 8 st - Colorado, 11 st - Florida, 10 st - Georgia, 9 st - Idaho, 3 st - Illinois, 9 st - Indiana, 12 st - Iowa, 5 st | - Kalifornien, 8 st - Kansas, 14 st - Kentucky, 8 st - Louisiana, 7 st - Michigan, 1 st - Minnesota, 1 st - Mississippi, 8 st - Missouri, 9 st - Nebraska, 2 st - Nevada, 3 st | - New Jersey, 1 st - New Mexico, 9 st - New York, 1 st - North Carolina, 3 st - North Dakota, 2 st - Ohio, 8 st - Oklahoma, 64 st - Oregon, 3 st - Pennsylvania, 4 st - South Carolina, 7 st | - South Dakota, 1 st - Tennessee, 11 st - Texas, 50 st - Utah, 3 st - Virginia, 7 st - Washington, 4 st - West Virginia, 1 st - Wisconsin, 2 st - Wyoming, 2 st |